# Bourberain
Bourberain ist eine französische Gemeinde mit 388 Einwohnern (Stand: 1. Januar 2022) im Département Côte-d’Or in der Region Bourgogne-Franche-Comté. Sie gehört zum Arrondissement Dijon und zum Kanton Saint-Apollinaire.

## Geographie
Bourberain liegt etwa 25 Kilometer nordöstlich von Dijon. 
Nachbargemeinden von Bourberain sind Chazeuil im Norden, Fontaine-Française im Nordosten, Fontenelle im Osten, Dampierre-et-Flée im Südosten, Bèze im Süden, Lux im Westen und Südwesten sowie Véronnes im Westen und Nordwesten.

## Bevölkerungsentwicklung
| Jahr                       | 1962 | 1968 | 1975 | 1982 | 1990 | 1999 | 2011 | 2019 |
| Einwohner                  | 288  | 251  | 245  | 231  | 289  | 278  | 356  | 411  |
| Quellen: Cassini und INSEE |      |      |      |      |      |      |      |      |

## Sehenswürdigkeiten
- Geburts-Kirche (Église de la Nativité)